# Dichotomius anthrax
Dichotomius anthrax là một loài bọ cánh cứng trong họ Bọ hung (Scarabaeidae).